# Symphyotrichum retroflexum
Symphyotrichum retroflexum là một loài thực vật có hoa trong họ Cúc. Loài này được (Lindl. ex DC.) G.L.Nesom miêu tả khoa học đầu tiên.